# Bundesautobahn 111
L'autostrada tedesca A 111 è un'autostrada urbana di Berlino.

## Percorso
| A 111 |           |                                         |      |                |                |
| Tipo  | n° uscita | Indicazione                             | km   | Corrispondenze | Strada europea |
|       | 1         | Autobahnkreuz Oranienburg               | 0,0  |                |                |
|       | 2a        | Hennigsdorf                             | 4,1  |                |                |
|       | 2b        | Stolpe                                  | 7,0  |                |                |
|       | 3         | Schulzendorfer Straße                   | 11,2 |                |                |
|       | 4         | Waidmannsluster Damm / Hermsdorfer Damm | 14,9 |                |                |
|       | 5         | Holzhauser Straße                       | 17,0 |                |                |
|       | 6         | Seidelstraße                            | 18,3 |                |                |
|       | 7         | Kurt-Schumacher-Platz                   | 18,7 |                |                |
|       | 8         | Eichborndamm                            | 18,7 |                |                |
|       | 9         | Am Festplatz                            | 20,2 |                |                |
|       | 10        | Saatwinkler Damm                        | 21,0 |                |                |
|       | 11        | Flughafen Tegel                         | 21,1 |                |                |
|       | 12        | Heckerdamm                              | 21,9 |                |                |
|       | 13        | Autobahndreieck Charlottenburg          | 22,6 |                |                |